# Округ Клинтон (Пенсилванија)
Округ Клинтон (енгл. Clinton County) је округ у америчкој савезној држави Пенсилванија.

## Демографија
По попису из 2010. године број становника је 39.238, што је 1.324 (3,5%) становника више него 2000. године.
| Група             | 2000.          | 2010.          |
| Белци             | 37.125 (97,9%) | 37.618 (95,9%) |
| Афроамериканци    | 197 (0,5%)     | 625 (1,6%)     |
| Азијати           | 151 (0,4%)     | 200 (0,5%)     |
| Хиспаноамериканци | 205 (0,5%)     | 437 (1,1%)     |
| Укупно            | 37.914         | 39.238         |